# Franciszek Bartosz
Franciszek Bartosz (ur. 8 lipca 1885 w Blękwicie, zm. 29 lipca 1967 w Złotowie) – polski działacz narodowy, prezes Zjednoczenia Zawodowego Polskiego w Złotowie dwukrotnie wybrany członek rady miasta Złotowa w latach 20. XX wieku.

## Życiorys
Franciszek Bartosz urodził się 8 lipca 1885 jako syn robotnika Antoniego Bartosza i Marianny z d. Danielek. Rodzina zamieszkała w Blękwicie przeprowadziła się następnie do miasta Złotowa. Już po ukończeniu szkoły zainteresował się sprawami mniejszości polskiej w Rzeszy Niemieckiej, gdyż wówczas ziemia złotowska znajdowała się pod zaborem pruskim. Pracując w fabryce w Berlinie dołączył się do polskich organizacji, po powrocie do Złotowa zaś został prezesem Zjednoczenia Zawodowego Polskiego (ZZP) w Złotowie. Służył w wojsku niemieckim w czasie I wojny światowej, podczas której został inwalidą wojennym. Gdy po wojnie ziemia złotowska miała pozostać w składzie państwa niemieckiego, Franciszek Bartosz opowiedział się za emigracją ludności polskiej do Rzeczypospolitej Polskiej, zajmując zarazem stanowisko odmienne niż ks. dr. Bolesław Domański, wskutek czego doszło do wewnętrznego konfliktu politycznego w ramach Związku Polaków w Niemczech, którego oddział w Złotowie założył Franciszek Bartosz w marcu 1923 r. Nazywany przez ludność niemiecką Złotowa szyderczo „królem Polaków” (niem. Polenkönig) Franciszek Bartosz stał się jednym z przywódców polskich Złotowszczyzny, w latach 20. XX wieku dwukrotnie został wybrany do rady miasta Złotowa, wstawiając się za socjalną polityką wobec ludności robotniczej. Zmarł w Złotowie 29 lipca 1967 i jest patronem jednej z ulic w Złotowie.